# Tomakivka
Tomakivka (în ucraineană Томаківка) este așezarea de tip urban de reședință a raionului Tomakivka din regiunea Dnipropetrovsk, Ucraina. În afara localității principale, mai cuprinde și satele Katoșcîne, Oleksandrivka, Petrivka, Semenivka și Serhiivka.

## Demografie
Componența lingvistică a așezării de tip urban Tomakivka
     Ucraineană (92,97%)
     Rusă (6,46%)
     Alte limbi (0,23%)
Conform recensământului din 2001, majoritatea populației așezării de tip urban Tomakivka era vorbitoare de ucraineană (92,97%), existând în minoritate și vorbitori de rusă (6,46%).